# سنگ‌نگاره کاروان شتر
{{پیشنهاد حذف۲|سنگ نگاره کاروان شتر}}
سنگ‌نگاره کاروان شتر در محوطه تیمره شهر گلپایگان قرار دارد. سنگ نگاره کاروان شتری را نشان می‌دهد که به وسیله افسارشان به هم متصل هستند. شکل کلاه ساربان  به دوره اشکانی شباهت دارد. سبک اثر از نوع رئالیسم است و برای حدود ۲۰۰۰ سال پیش است.